# Покропивний Микола Петрович
Покропивний Микола Петрович (25 травня 1966, смт. Ружин) — директор Житомирського коледжу культури і мистецтв ім. Івана Огієнка. Заслужений працівник культури України (2010).

## Життєпис
- 1984 — Закінчив Житомирське культурно-освітнє училище зі спеціальності «Культурно-освітня робота»
- 1986 — 1988 — Артист оркестру Поліського ансамблю «Льонок».
- 1988 — 1991 — Викладач класу кларнета Житомирської дитячої музичної школи № 4.
- 1992 — 2000 — Артист вищої категорії, а згодом — директор-розпорядник фольклорного ансамблю національного обряду «Родослав».
- 2003 — Закінчив філологічний факультет Житомирський державного педагогічного університету ім. Івана Франка.
- 2000 — 2004 — Директор Житомирського обласного Центру народної творчої.
- 2004 — Очолює Житомирський коледж культури і мистецтв імені Івана Огієнка.

## Нагороди
- 1991 — Лауреат Всеукраїнського конкурсу виконавців серед викладачів музичних шкіл.
- 2010 — Заслужений працівник культури України.
- Лауреат Всеукраїнської премії імені Івана Огієнка (2012).

За заслуги у відродженні духовності в Україні та утвердження Помісної Української Православної Церкви нагороджений Орденом Святого Архістратига Михаїла.